# Grabhügel bei Bockhorn

„Grabhügel bei Bockhorn“

Der Grabhügel bei Bockhorn ist ein mit Bäumen und Büschen bewachsenes Hügelgrab unbekannter Zeitstellung mit einem Durchmesser von etwa 6 bis 7 m und einer Höhe von rund 1 m. Es befindet sich in einem Waldstück der Gemeinde Bockhorn (Oberbayern) im Landkreis Erding in Bayern.
Der Hügel ist beschädigt, aber noch gut erkennbar.